# كوم أبو شيل
قرية كوم أبو شيل هي إحدى القرى التابعة لمركز أبنوب في محافظة أسيوط في جمهورية مصر العربية. حسب إحصاءات سنة 2006، بلغ إجمالي السكان في كوم أبو شيل 16063 نسمة، منهم 8062 رجل و8001 امرأة.